# توني بيك
توني بيك (بالإنجليزية: Tony Peck)‏ هو طبال أمريكي، ولد في 5 سبتمبر 1983.

## وصلات خارجية
- توني بيك على موقع ميوزك برينز (الإنجليزية)
- توني بيك على موقع ديسكوغز (الإنجليزية)